# Munar. Poder, corrupció, presó
Munar. Poder, corrupció, presó és una minisèrie de televisió mallorquina produïda per IB3 i amb la col·laboració de MOM Works. És una sèrie documental de quatre capítols basada en la figura de l'ex-política Maria Antònia Munar.
S'estrenà el 23 d'octubre de 2022 i narra la trajectòria política de qui va ser la batlessa més jove de l'Estat espanyol l'any 1979. Fou una de les persones més influents a Mallorca ocupant càrrecs de responsabilitat com la presidència del partit regionalista Unió Mallorquina, la batlia de Costitx, la presidència del Parlament de les Illes Balears i la presidència del Consell Insular de Mallorca entre d'altres.
A la minisèrie s'analitza el seu perfil i com va fent el seu lloc a la política mallorquina fins a arribar a condicionar la formació dels governs autonòmics actuant com a partit frontissa. També s'hi mostren el processos judicials als quals va ser sotmesa per la seva implicació en diverses causes. Contra tot pronòstic, Munar ingressà a la presó, marcant un abans i un després en el tractament dels casos d’anticorrupció a l'Estat espanyol.
Per poder dur a terme la producció, es va fer un treball d'investigació i documentació amb entrevistes a polítics, jutges, policies i més gent relacionada amb la seva persona.